# Alžběta Pomořanská
Alžběta Pomořanská (též Eliška Pomořanská, německy Elisabeth von Pommern, 1346 nebo 1347 – 14. února 1393, Hradec Králové) byla dcerou pomořanského vévody Bogislava V. a Alžběty, dcery polského krále Kazimíra III. Velikého. Byla čtvrtou a poslední manželkou českého krále a římského císaře Karla IV. Lucemburského. Byla česká královna a římská císařovna.

## Život

### Svatba
S Alžbětou se Karel IV. oženil necelý rok po smrti své třetí manželky Anny Svídnické mimo jiné z diplomatických důvodů. Měl v úmyslu rozbít protilucemburskou opozici vedenou rakouským vévodou Rudolfem IV. Habsburským, k níž patřil uherský král Ludvík I., polský král Kazimír, dánský král Valdemar a vévoda Bogislav Pomořanský.
Karel si už takříkajíc zvykl, že své sňatky vždy uzavíral z politických důvodů. Sňatkem s Alžbětou se vlastně bez boje zbavil opozice. Honosná svatba se konala 21. května 1363 v Krakově. Alžbětě bylo v době sňatku 16 a Karlovi 47 let.

### Korunovace
Necelý měsíc po svatbě 18. června 1363 byla Alžběta v Praze slavnostně korunována českou královnou z rukou arcibiskupa Arnošta z Pardubic. Stalo se tak ovšem až tři dny poté, co byl českým králem korunován dvouletý syn Karla a Anny Svídnické – Václav IV. Karel tak zajistil právní nezpochybnitelnost Václavova nástupnictví a vyloučil tak případné nároky na trůn ze strany potomků nové královny. 1. listopadu 1368 byla královna Alžběta v Římě z rukou papeže Urbana V. korunována na římskou císařovnu.

### Manželství

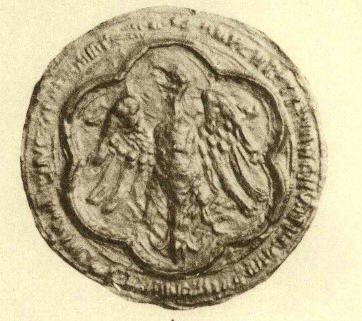
Pečeť Alžběty Pomořanské

Čtvrtá manželka Karla IV. se od svých předchůdkyň odlišovala v mnoha směrech. Byla popisována jako urostlá žena silné postavy a kypící zdravím, po svém otci Bogislavovi byla rázná, sebevědomá a cílevědomá. V Kronice pražského kostela popisuje Beneš Krabice z Weitmile sílu císařovny takto:
| „ | Tato paní císařovna měla v rukou takovou sílu, že si někdy v té době v přítomnosti mnoha knížat, pánů a šlechticů dala přinést novou podkovu, ukovanou pro velkého valacha, a tuto podkovu ta paní vlastníma rukama zlomila. Tuto podkovu nemohli jiní okolo stojící nejsilnější muži s vynaložením všech svých sil ani ohnout. | “ |

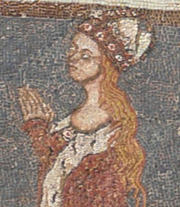
Modlící se Alžběta Pomořanská

Alžběta byla nejplodnější z Karlových manželek a během manželství mu porodila šest dětí, z toho čtyři syny. To bylo víc než jeho tři předchozí manželky dohromady. V roce 1366 se narodila dcera Anna, pozdější anglická královna, 14. února 1368 se v Norimberku narodil císařův třetí syn Zikmund. Na Pražském hradě se Alžbětě v červnu 1370 narodil druhý syn Jan, pojmenovaný po Janu Lucemburském. Tamtéž se 13. března 1372 narodil další syn Karel. V roce 1373 Alžběta porodila dceru Markétu, později provdanou za norimberského purkrabího Jana III. z Hohenzollernu. V srpnu 1377 se narodil poslední syn Jindřich, rok před smrtí Karla IV.
Ani tato plodnost a množství synů však nezajistily dlouhé pokračování rodu v mužské linii – synové Zikmund a Jan měli každý jen po jedné dceři, a Karel a Jindřich zemřeli ještě jako děti. Skrze Zikmundovu dceru Alžbětu a její dcery se však lucemburská krev mezi českými králi zachovala a dostala se i do většiny evropských dynastií.
Karel a Alžběta měli harmonické manželství, ostatně nejsou žádné zprávy o tom, že by některé z Karlových manželství bylo problémové. V roce 1371 Karel vážně onemocněl a Alžběta vykonala pěší pouť z Karlštejna ke katedrále sv. Víta v Praze, aby se modlila za jeho zdraví a na podporu své žádosti přinesla četné dary. Její vřelý vztah ke Karlovi se stal vděčným námětem uměleckých děl, jako např. Noc na Karlštejně.

### Vdova
Šťastné manželství Alžběty s Karlem trvalo 15 let do smrti Karla v roce 1378. Alžběta pak byla dalších 15 let vdovou. V jejich manželství byl jediný problém, a to rivalita mezi nevlastními bratry Václavem a Zikmundem. Alžběta těžce snášela, že Karel oproti jejím dětem preferuje svého syna Václava z předchozího manželství. Dokonce i po Karlově smrti v roce 1378 měla zato, že její synové Zikmund a Jan Zhořelecký zůstávají v pozadí. Svého nejstaršího syna Zikmunda všestranně podporovala ve snahách o získání uherské koruny. Na běh příštích věcí v Českém království ale již velký vliv neměla.
Alžběta Pomořanská zemřela 14. února 1393 v ústraní na svém sídle ve věnném městě českých královen Hradci Králové. Byla pochována v královské hrobce v katedrále svatého Víta v společné hrobce s dalšími manželkami císaře Karla IV.

## Potomci
- Anna Lucemburská (1366–1394) ⚭ 1382 Richard II. Plantagenet
- Zikmund Lucemburský (1368–1437)

⚭ 1385 Marie Uherská
⚭ 1408 Barbora Celjská
- Jan Zhořelecký (1370–1396) ⚭ 1388 Kateřina Meklenburská
- Karel (13.3.1372–14.7.1373)
- Markéta Lucemburská (1373–1410) ⚭ Jan III. z Hohenzollernu
- Jindřich (1377 – před 29.11. 1378)